# Čierne nad Topľou
Čierne nad Topľou – wieś (obec) na Słowacji położona w kraju preszowskim, w powiecie Vranov nad Topľou. Pierwsze wzmianki o miejscowości pochodzą z 1399 roku.
Według danych z dnia 31 grudnia 2012 roku, wieś zamieszkiwało 761 osób, w tym 385 kobiet i 376 mężczyzn.
W 2001 roku rozkład populacji względem narodowości i przynależności etnicznej wyglądał następująco:
- Słowacy – 98,88%
- Czesi – 0,25%
- Niemcy – 0,12%
- Rusini – 0,62%
- Ukraińcy – 0,12%

Ze względu na wyznawaną religię struktura mieszkańców kształtowała się w 2001 roku następująco:
- Katolicy rzymscy – 17,02%
- Grekokatolicy – 3,35%
- Ewangelicy – 77,52%
- Prawosławni – 0,12%
- Ateiści – 0,62%